# Marquesado de Torre-Blanca
El Marquesado de Torreblanca es un título nobiliario español, creado en Mesina el 20 de abril de 1735 por el rey Carlos VII de Dos Sicilias, luego Carlos III , para Antonio Curado y Torreblanca, caballero de Santiago y en esa fecha teniente del regimiento Guardias Españolas, haciendo alusión a su apellido y por sus méritos al servicio de Felipe V de España en la anterior Guerra de Sicilia, sitio de Gibraltar, conquista de Orán y recuperación del reino de las Dos Sicilias para los Borbones, especialmente en la batalla de Bitonto.
Estos marqueses de Torreblanca, estuvieron siempre vinculados a la localidad de Lucena, Córdoba.
Su denominación hace referencia al apellido Torreblanca y Aguilar Rivas